# Arthur Schweiger

Arthur Schweiger ca. 1982

Arthur Schweiger (* 13. Juni 1946 in Zürich; † 4. Januar 2006 ebenda; heimatberechtigt in Zürich und Rümlang) war ein Schweizer Physiker und Hochschullehrer.

## Leben
Arthur Schweiger war Sohn des Kaufmanns Wolfgang Schweiger und der Emilie, geborene Günthart. Er war ab 1971 mit Sylviane Wantz, der Tochter des Kaufmanns Roger Wantz, verheiratet. Schweiger absolvierte von 1965 bis 1970 ein Physikstudium an der ETH Zürich und 1976 promovierte er ebenda. 1982 folgte die Habilitation für physikalische Chemie.

## Schaffen
An der ETH Zürich wurde Schweiger 1991 Titular-, 1995 ausserordentlicher und 1998 ordentlicher Professor. Sein Forschungsschwerpunkt war die Elektronenspinresonanz-Spektroskopie (ESR), ein spektrografisches Messverfahren, mit dessen Hilfe die Struktur und Dynamik von paramagnetischen Verbindungen sowohl in Lösungen als auch in Festkörpern mit hoher Empfindlichkeit studiert werden kann. Darüber hinaus war Schweiger Sekretär der Internationalen ESR-Gesellschaft von 1994 bis 1997.
Für seine Verdienste erhielt Schweiger 1982 den Werner-Preis der Schweizerischen Chemischen Gesellschaft, 1993 den Zavoisky-Award, 1994 den Bruker-Preis sowie 1998 die Goldmedaille der Internationalen ESR-Gesellschaft.

## Werke
- ESR, ENDOR und Tripelresonanz von Uebergangsmetallsystemen mit internen Wasserstoffbrücken. Eidgenössische Technische Hochschule Zürich, Promotionsarbeit, 1976 (doi:10.3929/ethz-a-000169185).
- Mit Gunnar Jeschke: Principles of Pulse Electron Paramagnetic Resonance. Oxford University Press, Oxford 2001 (2. Auflage 2005).